# Randall Wallace
Randall Wallace (* 28. Juli 1949 in Jackson, Tennessee) ist ein US-amerikanischer Drehbuchautor, Filmproduzent und Regisseur. Er ist auch als Buchautor tätig.

## Leben
In den 1980er Jahren begann er, als Drehbuchautor und Produzent für das Fernsehen zu arbeiten. Seinen Durchbruch hatte er 1995 mit dem von ihm verfassten Drehbuch zu Braveheart, für das er auch für den Oscar nominiert wurde. 1998 gab er sein Debüt als Regisseur mit Der Mann in der eisernen Maske.
Mit Carlton Cuse arbeitete er im Jahre 2010 an einer Fernsehserie über den Amerikanischen Bürgerkrieg in Virginia.

## Filmografie (Auswahl)

### Als Produzent
- 1988: Sonny Spoon (Fernsehserie)
- 1990: Das Psycho-Dezernat (Broken Badges, Fernsehserie, 1 Episode)
- 1998: Der Mann in der eisernen Maske (The Man in the Iron Mask)
- 2001: Pearl Harbor (Als ausführender Produzent)
- 2002: Wir waren Helden (We Were Soldiers)
- 2008: Blind Spot (Dokumentarfilm)
- 2008: Flight or Die (Fernsehserie, 1 Episode)

### Als Regisseur
- 1998: Der Mann in der eisernen Maske
- 2002: Wir waren Helden
- 2010: Secretariat – Ein Pferd wird zur Legende (Secretariat)
- 2014: Den Himmel gibt’s echt (Heaven Is for Real)

### Als Drehbuchautor
- 1986: Gnadenlose Jagd (Fernsehserie)
- 1986: Der Mann vom anderen Stern (Starman, Fernsehserie)
- 1987: Stingray (Fernsehserie)
- 1988: J.J. Starbuck (Fernsehserie)
- 1989: Der Bischof des Teufels (Fernsehserie)
- 1995: Braveheart
- 1996: Mörder der Engel (Dark Angel, Fernsehfilm)
- 1998: Der Mann in der eisernen Maske
- 2001: Pearl Harbor
- 2002: Wir waren Helden
- 2014: Den Himmel gibt’s echt (Heaven Is for Real)